# کاراکسه (آماسیه)
کاراکسه (به ترکی استانبولی: Karakese) یک منطقهٔ مسکونی در ترکیه است که در آماسیه واقع شده‌است.